# Texola anomalus anomalus
Texola anomalus subsp. anomalus es una mariposa endémica de México de la familia Nymphalidae, que fue descrita originalmente bajo el nombre científico de Phyciodes anomalus por Godman & Salvin en el año de 1897.

## Descripción
Las antenas son de color negro, al igual que las alas anteriores en su vista dorsal. En el ala anterior presenta un punto blanco dentro de la celda discal. También presenta dos series de puntos en la región postdiscal interna y externa. En el borde del ala presenta pelos cortos blanco y negros. Las alas son redondas en margen costal y externo, al igual que el ápice, formando un perímetro del ala más redonda. El margen es ondulado en su lado convexo presenta pelos negros y lado cóncavo pelos blancos. Las alas posteriores son de color negro también onduladas en su margen, con pelos cortos de color negro en su parte convexa y blancos en su parte cóncava. En el centro del ala en su vista dorsal, presenta una banda ancha de color anaranjado y serie de puntos blancos en la región postdiscal interna. Cabeza, tórax y abdomen son de color negro. Ventralmente las alas anteriores son de color negro a café hacia el margen externo. Varias serie de puntos blancos. En el margen externo presenta lúnulas de color naranjado. Las alas posteriores son de color negro con varias manchas anaranjadas en la región discal y una serie de líneas en la región postdiscal interna de color negro. En la región postdiscal externa una serie de puntos blancos. El margen del ala posterior es ondulado y presenta lúnulas anaranjadas.  Ventralmente la cabeza, tórax y abdomen son de color blanco.

## Distribución
La distribución conocida de este taxón es solo para tres estados: Colima, Jalisco y Michoacán.

## Hábitat
Áreas abiertas de selva baja caducifolia. En Colima: localidad de Agua dulce; ciudad de Colima; Comala; la Salada; Tecolapa. Michoacán: al este de Pedernales; Tacambaro; Cupatizio.

## Estado de conservación
Se conoce pocos ejemplares  representados en colecciones. No se encuentra enlistada en la NOM-059.